# Bridgit Mendler
Bridgit Claire Mendler (sinh ngày 18 tháng 12 năm 1992) là một nữ diễn viên, ca sĩ, nhạc sĩ và người viết bài hát người Mỹ. Cô đóng vai nhân vật Teddy Duncan trong bộ phim truyền hình dài tập Good Luck Charlie của kênh Disney. Năm 2009, cô trở thành nhân vật định kì trong bộ phim truyền hình Wizards of Waverly Place với vai diễn Juliet van Heusen. Trong tháng 12 năm 2009, Mendler ra mắt công chúng trong bộ phim Alvin and the Chipmunks: The Squeakquel, phát hành ngày 23 tháng 12 năm 2009. Sau khi vai diễn của cô trong Wizards of Waverly Place nhận được nhiều ý kiến tích cực từ khán giả, Mendler trở thành ngôi sao trong loạt phim truyền hình Good Luck Charlie của Disney, khởi chiếu lần đầu vào tháng 4 năm 2011. Cuối năm 2011, Mendler cũng xuất hiện trong bộ phim điện ảnh Good Luck Charlie, It's Christmas!.
Bridgit Mendler đóng vai chính trong bộ phim điện ảnh chính thức của kênh Disney Channel, Lemonade Mouth, mà trong đó nhân vật của cô, Olivia, đã biểu diễn nhiều bài hát khác nhau. Hai đĩa đơn có sự góp giọng của Mendler trong album nhạc phim đã được phát hành, và cả hai đều lọt vào bảng xếp hạng Billboard Hot 100 của Mỹ. Năm 2012, Mendler phát hành album phòng thu đầu tay của mình, Hello My Name Is..., với các bài hát chủ yếu theo dòng nhạc pop. Album ra mắt tại vị trí thứ 30 trên bảng xếp hạng Billboard 200 của Mỹ, và đã bán được 74,000 bản tính đến tháng 11 năm 2012. Đĩa đơn đầu tiên của album, "Ready or Not", đã lọt vào bảng xếp hạng Billboard Hot 100 với vị trí cao nhất là 49. Đĩa đơn thứ hai từ album này là "Hurricane".

## Thời thơ ấu
Bridgit Claire Mendler được sinh ra tại Washington, D.C. vào ngày 18 tháng 12 năm 1992.. Năm 8 tuổi, cô cùng gia đình chuyển tới San Francisco để sinh sống. Đó cũng là nơi lần đầu tiên cô nhận ra mình yêu thích diễn xuất và bắt đầu tham gia đóng các vở kịch. Với quyết định này, Mendler nói, "Khi đó tôi mới 11 tuổi và tôi có tham gia đóng một vở kịch tại Bắc California, và tôi khá là thích việc này, và vì thế tôi quyết định rằng tôi muốn theo đuổi sự nghiệp này". Khi mới chỉ 8 tuổi, Mendler bắt đầu tham gia các vai diễn của địa phương trong cả hai sân khấu kịch nghệ và âm nhạc, và đồng thời trở thành nghệ sĩ biểu diễn trẻ nhất tại Liên hoan San Francisco Fringe Festival. Năm 11 tuổi, cô thuê một người đại diện để có thể giúp cô có được một công việc diễn xuất.

## Sự nghiệp
Năm 2006, cô tham gia lồng tiếng cho nhân vật Thorn trong video game Bone: The Great Cow Race
Năm 2007, Bridgit Mendler đóng vai Pamela Jones trong phim Alice Upside Down.
Năm 2008, Mendler đóng vai Kristen Gregory trong phim The Clique.
Năm 2009, cô tham gia một vai khách mời trong bộ phim JONAS, cô đóng vai người yêu của Nick Jonas. Cùng năm đó cô đóng chung với Lindsay Lohan trong bộ phim Labor Pains. Cô cũng tham gia đóng vai chính trong chín tập phim Wizards of Waverly Place với tư cách là Juliet Van Heusen, một ma cà rồng mà Justin Russo (David Henrie) đem lòng yêu. Cũng trong năm đó, cô tham gia lồng tiếng cho bộ phim Alvin and the Chipmunks: The Squeakquel và đóng vai chính trong serise phim Good Luck Charlie (công chiếu vào ngày 04 tháng 4 năm 2010).
Năm 2011, cô đóng vai Olivia White - vai chính trong bộ phim Lemonade Mouth. Cô cũng đóng vai Teddy Duncan trong bộ phim Good Luck Charlie, It's Christmas!

## Cuộc sống riêng
Trong một cuộc phỏng vấn với Elvis Duran vào tháng 9 năm 2012, Mendler đã thừa nhận rằng cô đang hẹn hò với ngôi sao từng hợp tác với cô trong bộ phim Good Luck Charlie, Shane Harper. Hai người đã hẹn hò với nhau kể từ tháng 5 năm 2011. Mendler sau đó đa vào vai bạn gái của Shane Harper trong video âm nhạc của bài hát năm 2012 của anh, "Rocketship".

## Danh sách phim
| Năm  | Tên                                     | Vai             | Ghi chú                                         |
| ---- | --------------------------------------- | --------------- | ----------------------------------------------- |
| 2004 | The Legend of Buddha                    | Lucy            | Lồng tiếng                                      |
| 2007 | Alice Upside Down                       | Pamela Jones    |                                                 |
| 2008 | The Clique                              | Kristen Gregory |                                                 |
| 2009 | Labor Pains                             | Emma Clayhill   | Phim truyền hình                                |
| 2009 | Alvin and the Chipmunks: The Squeakquel | Becca Kingston  | Lồng tiếng                                      |
| 2011 | Beverly Hills Chihuahua 2               | Appoline        | Lồng tiếng                                      |
| 2011 | Lemonade Mouth                          | Olivia White    | Phim truyền hình; Disney Channel Original Movie |
| 2011 | Good Luck Charlie, It's Christmas!      | Teddy Duncan    | Phim truyền hình; Disney Channel Original Movie |
| 2012 | The Secret World of Arrietty            | Arrietty        | Lồng tiếng (phiên bản Mỹ)                       |

| Năm       | Tên                               | Vai                   | Ghi chú                                                         |
| --------- | --------------------------------- | --------------------- | --------------------------------------------------------------- |
| 2006      | General Hospital                  | Lulu's dream daughter | "11129" (Mùa 44, tập 16)                                        |
| 2009      | Jonas                             | Penny                 | "Wrong Song" (Mùa 1, tập 1)                                     |
| 2009–2012 | Wizards of Waverly Place          | Juliet van Heusen     | Vai diễn định kỳ                                                |
| 2010–nay  | Good Luck Charlie                 | Teddy Duncan          | Vai chính; Disney Channel Original Series                       |
| 2011      | Disney's Friends for Change Games | Chính cô              | Yellow Team                                                     |
| 2011      | So Random!                        | Chính cô              | "Bridgit Mendler, Adam Hicks and Hayley Kiyoko" (Mùa 1, tập 16) |
| 2011      | Extreme Makeover: Home Edition    | Chính cô              | "The Walker Family" (Mùa 9, tập 9)                              |
| 2011      | PrankStars                        | Chính cô              | "Secret Agent" (Mùa 1, tập 6)                                   |
| 2012      | House                             | Callie Rogers         | "Runaways" (Mùa 8, tập 10)                                      |
| 2012      | Austin Mahone Takeover            | Chính cô              | "Austin Mahone at Jingle Ball" (Mùa 1, tập 15)                  |
| 2013      | MTV Live: Bridgit Mendler         | Chính cô              | Television musical documentary                                  |
| 2013      | Violetta                          | Chính cô              | "A celebrity, a song" (Mùa 2, tập 11)                           |

| Năm  | Tên                      | Vai   | Ghi chú    |
| ---- | ------------------------ | ----- | ---------- |
| 2006 | Bone: The Great Cow Race | Thorn | Lồng tiếng |

## Danh sách đĩa nhạc
Album phòng thu
- 2012: Hello My Name Is...

## Lưu diễn
- Bridgit Mendler: Live in Concert (2012–13)
- Bridgit Mendler Summer Tour (2013)